# Los Piratas
Los Piratas was een dark water ride langs piratenscènes in Bellewaerde Park. De attractie opende in 1991 en werd in september 2012 opgedoekt wegens veroudering en, daarmee samenhangend, te hoge onderhoudskosten. Bovendien voldeed hij niet meer aan de normen voor brandveiligheid. Het thema van de attractie was de Mayacultuur en piraten.
Nu is de achtbaan Huracan in deze hal ondergebracht.

## Halloween
Eenmalig tijdens Halloween (de eerste editie in 2001) werd de attractie volledig in een halloweenjasje gestoken. De piraat aan de ingang had doorbloede ogen, verder stond er een heks aan de ingang. De wachtrij werd een walk trough. Zowel tijdens het instappen in het station als tijdens de rit waren er enkele acteurs aanwezig. Zo maakten ze van de piratendarkride één grote horror-rondvaart.
In 2022 kon men tijdens de halloween periode een aantal sloepen van de voormalige attractie zien in de fontein rondom attractie El Valador, ook was de iconische muziek hierbij weer te horen.Op deze sloepen werden prop geraamtes geplaatst.

## Pirate Adventure
In het Britse attractiepark Drayton Manor werd een soortgelijke attractie neergezet, met de naam Pirate Adventure. Deze werd in 1990 geopend en was het één jaar oudere broertje van Los Piratas. Deze attractie is ook niet meer operationeel.

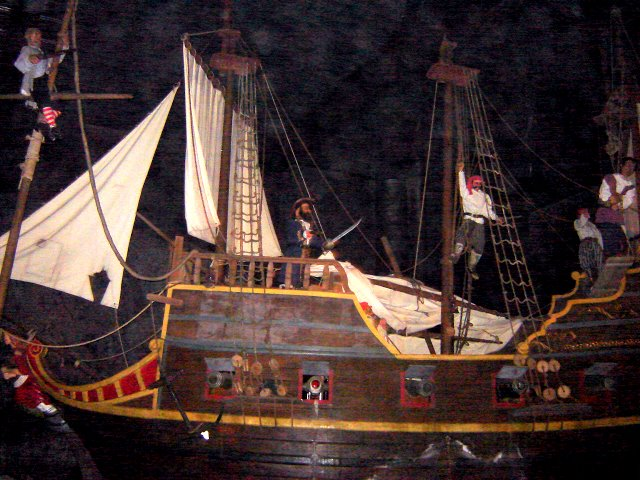
Piratenboot in de attractie Los Piratas

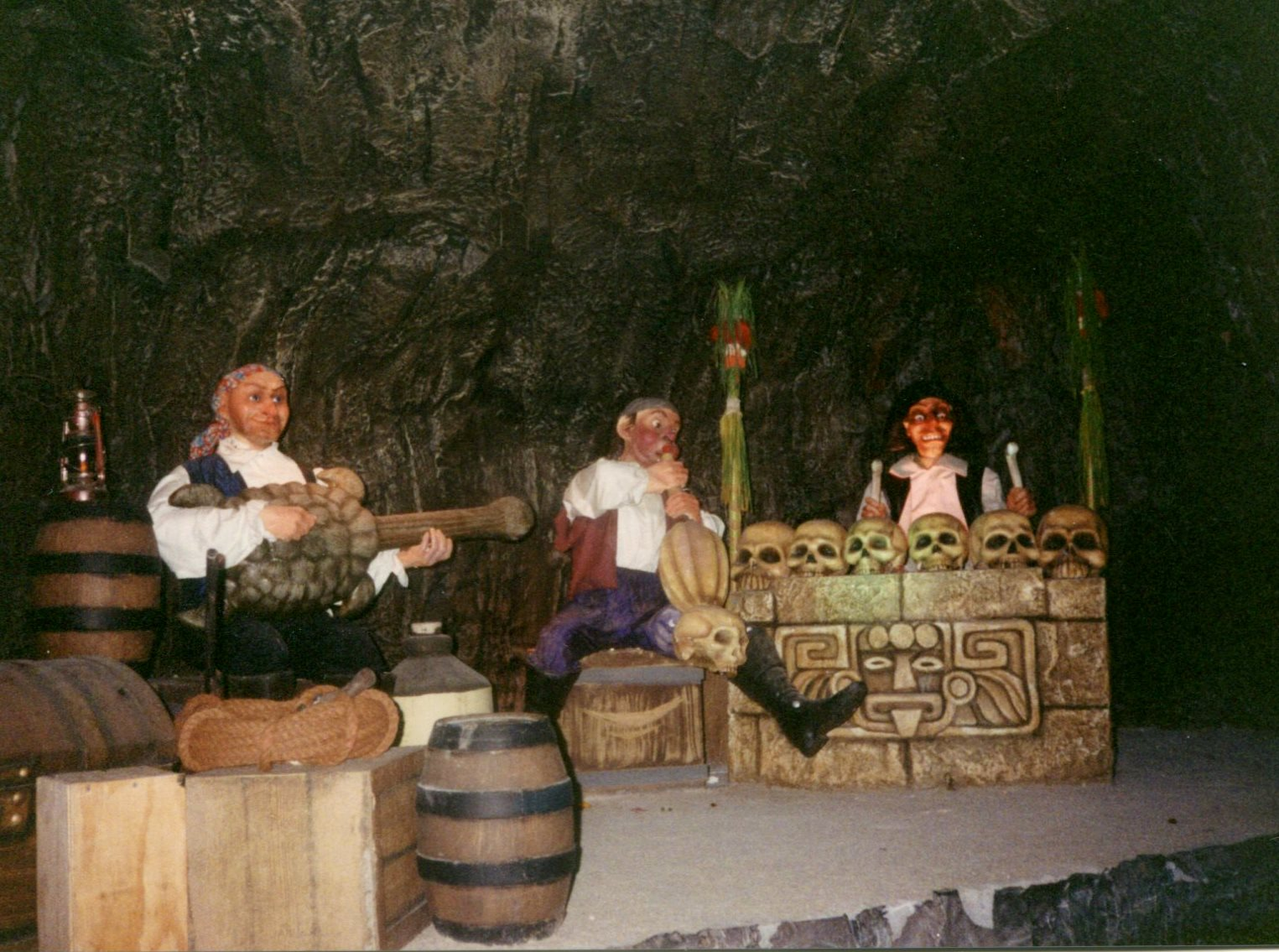

Afbeeldingen